# آبي جوزيف كوهن
آبي جوزيف كوهن (بالإنجليزية: Abby Joseph Cohen)‏ هي اقتصادية أمريكية، ولدت في 1952 في كوينز في الولايات المتحدة.